# 大阪府道114号忍頂寺福井線
大阪府道114号忍頂寺福井線（おおさかふどう114ごう にんちょうじふくいせん）は、大阪府茨木市を通る一般府道である。

## 概要
茨木市大字忍頂寺から茨木市東福井3丁目に至る。
二輪車通行禁止区間があったが、解除された。

### 路線データ
- 起点：大阪府茨木市大字忍頂寺（大阪府道1号茨木摂津線交点）
- 終点：大阪府茨木市東福井3丁目（東福井3丁目交差点、大阪府道110号余野茨木線交点）

## 歴史
- 1993年（平成5年）5月11日 - 建設省から、府道忍頂寺福井線の一部を茨木摂津線として主要地方道に指定される[1]。

## 路線状況

### 重複区間
- 大阪府道1号茨木摂津線（茨木市大字忍頂寺（起点） - 茨木市大字大岩）

## 地理

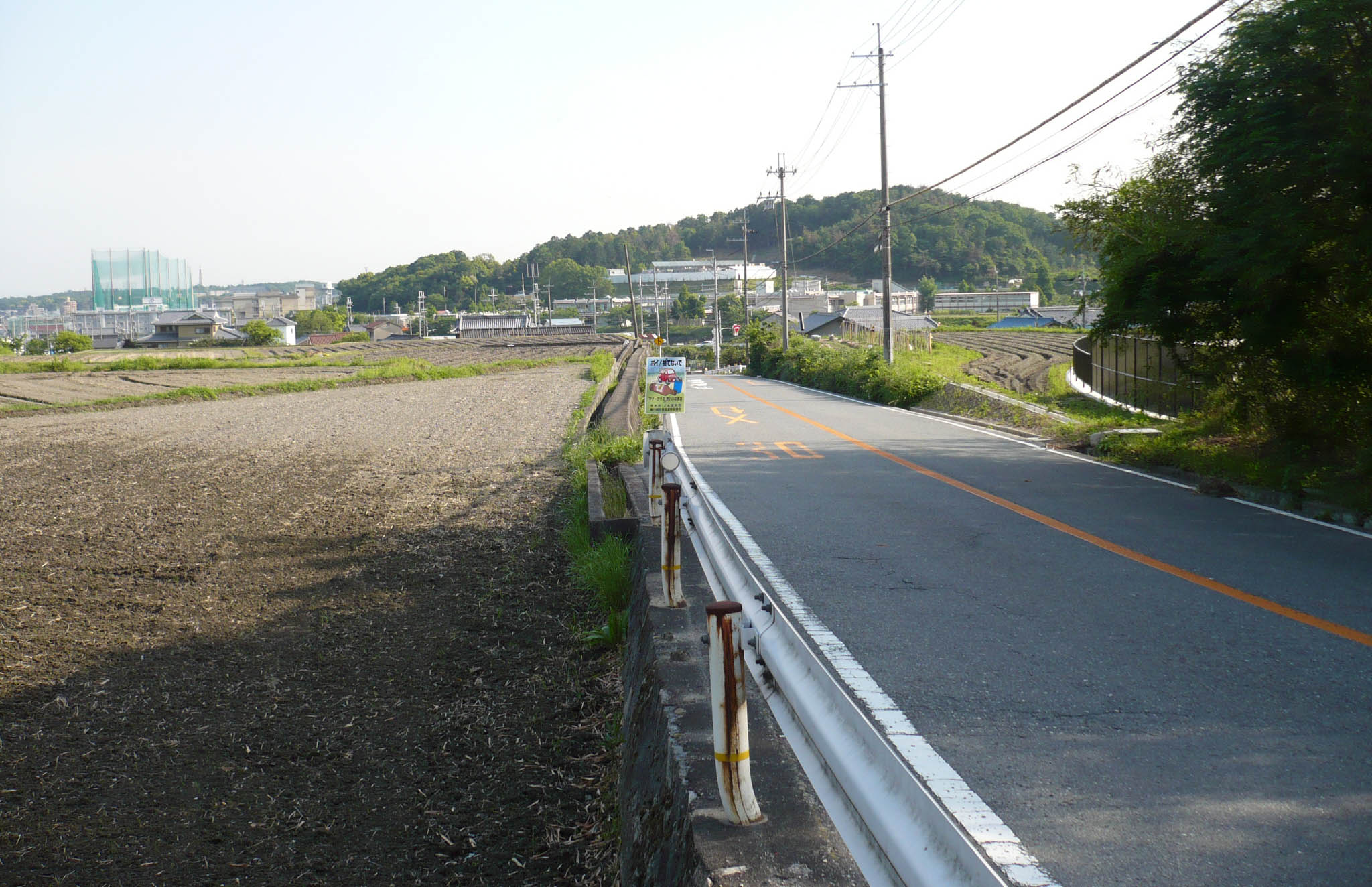
忍頂寺福井線

### 通過する自治体
- 大阪府
  - 茨木市

### 交差する道路
| 交差する道路                                                    | 交差する場所 | 交差する場所             |
| --------------------------------------------------------------- | ------------ | ------------------------ |
| 大阪府道1号茨木摂津線 重複区間起点 大阪府道109号余野車作線 重複 | 大字忍頂寺   | 起点                     |
| 大阪府道1号茨木摂津線 / バイパス                                | 大字大岩     | 大岩交差点               |
| 大阪府道1号茨木摂津線 重複区間終点                              | 大字大岩     |                          |
| 大阪府道110号余野茨木線                                         | 東福井3丁目  | 東福井3丁目交差点 / 終点 |

### 沿線
- 茨木市立忍頂寺小学校
- 福井城